# 각결막염
각결막염(角結膜炎, keratoconjunctivitis)은 각막과 결막에 생기는 염증이다. 각막에만 염증이 생길 경우 각막염이라 불리며, 결막에만 생겼을 경우 결막염이라 불린다.

## 원인
염증에는 다음과 같은 다양한 잠재적 원인들이 있다.
- 유행성 결막염은 아데노바이러스 감염에 의해 발병한다. 일명 "눈병"으로도 불리며, 감염력이 강하다.

- 건성각결막염은 안구건조증에 의해 염증이 생기는 질환이다. 류마티스 관절염 환자 중 20%가 걸린다
- 봄철 각결막염(Vernal keratoconjunctivitis)은 봄에 걸린다 해서 지어진 용어로 주로 알레르기 반응으로 걸린다고 여겨진다.
- 아토피 각결막염은 아토피 질환과 동반하여 발병한다.
- 감염성 소 각결막염은 소에게 감염되는 수의과 관련 질병으로 모락셀라 보비스(Moraxella bovis) 박테리아에 의해 발병한다.
- 양과 염소의 분홍색 눈은 수의과 관련 질환으로 대부분 클라미도필라 페코럼(Chlamydophila pecorum)에 의해 발병된다.[1]
- 상윤부 각결막염은 기계적 외상에 의해 발병하는 것으로 추정된다.
- 광전자 각결막염(용접 안염)은 광전자적 자외선에 의해 유발되는 염증으로, 자외선 각막염의 일종이다. 보안경을 쓰지 않고 아크 용접을 하거나 고도가 높은 지역에서 눈이나 비에 반사된 햇빛에 노출되는 경우(설맹)와 같은 자외선 노출에 의해 생기며, 6~12시간 이후에 증상이 나타나고 24~48시간 정도 휴식을 취하면 치유된다. 광결막염 예방을 위해 알맞은 보안경을 착용하는 것이 권고된다.